# Bhabha (månekrater)
Bhabha er et nedslagskrater på Månen. Det befinder sig på den sydlige halvkugle på Månens bagside og er opkaldt efter den indiske atomfysiker Homi J. Bhabha (1909 – 1966).
Navnet blev officielt tildelt af den Internationale Astronomiske Union (IAU) i 1970. 
Krateret observeredes første gang i 1965 af den sovjetiske rumsonde Zond 3.

## Omgivelser
Bhabha er næsten forbundet med den sydøstlige rand af det større Bosekrater, og den ydre vold fra dette krater har forårsaget en let indadgående indskæring langs den nordvestlige side af Bhabhakrateret. Andre bemærkelsesværdige kratere i nærheden er Stoney mod øst og Bellinsgauzen mod syd.

## Karakteristika
Krateret er forholdsvis ungt med meget tydelige terrasser i den indre kratervæg. De er det mest bemærkelsesværdige træk ved randens sydøstlige halvdel, og de forsvinder næsten mod nord-nordvest, hvor den indre væg har sin minimale udstrækning. Randen og den indre væg er ikke særlig eroderet, og der er ingen småkratere af betydning langs randen.
Kraterbunden udviser nogle centrale toppe, som danner en halvcirkel, hvis konkave indre åbner sig mod nord. Resten af bunden er forholdsvis jævn med kun et enkelt småkrater i den nordlige del.

## Måneatlas
- Billeder af Bhabhakrateret i LPI-måneatlasset